# Mark Arndt

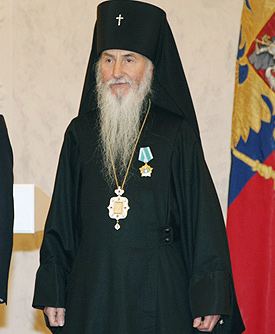
Erzbischof Mark

 Metropolit Mark (weltlicher Name Michael Arndt; * 29. Januar 1941 in Chemnitz) ist der russisch-orthodoxe Erzbischof von Berlin und Deutschland und Vizepräsident der weltweiten Synode der Bischöfe der Russischen Orthodoxen Kirche im Ausland.

## Leben
Michael Arndt wurde am 29. Januar 1941 in Chemnitz geboren. Nach dem Volksaufstand von 1953 floh die Familie aus der Sowjetzone nach Frankfurt am Main. Dort kam der junge Arndt in Kontakt mit russischen Emigrantenkreisen und entwickelte Interesse an der Orthodoxie. Er besuchte bis zum Abitur in Frankfurt am Main die Helmholtzschule. Anschließend studierte er u. a. Slawistik in Heidelberg und konvertierte noch während seines Studiums 1964 zum russisch-orthodoxen Glauben. Nach dem Magisterexamen wurde Arndt mit einer Arbeit über die Literatur des russischen Fürstentums Twer zum Dr. phil. promoviert.
Arndt studierte an der Universität Belgrad orthodoxe Theologie und erwarb 1979 das theologische Diplom. 1975 wurde er zum Priestermönch und 1980 zum Bischof der russisch-orthodoxen Auslandskirche (ROKA) geweiht. Zugleich führt er als Abt jahrzehntelang die Mönchsgemeinschaft des Klosters zum Hl. Hiob von Počaev in München.
Ab 1980 war Arndt Bischof von Stuttgart und Süddeutschland, 1982 erfolgte die Ernennung zum Bischof von Berlin und Deutschland. 1990 wurde er in den Rang eines Erzbischofs erhoben.
Er leitet die zur russisch-orthodoxen Auslandskirche gehörende Russische Orthodoxe Diözese des orthodoxen Bischofs von Berlin und Deutschland – so der offizielle Titel. In seine Zuständigkeit als Bischof in Deutschland fällt auch die Eparchie Großbritannien, die Gemeinde in Kopenhagen und die „Russische geistliche Mission“ in Jerusalem. Zum Abschluss der Synode der Russischen Orthodoxen Kirche im Ausland im Dezember 2019 setzte ihm deren Ersthierarch, Metropolit Hilarion, den weißen Klobuk auf und erhob ihn damit zum Metropoliten.
Nach den politischen Veränderungen in den ehemaligen Ostblockstaaten setzte sich Erzbischof Arndt intensiv dafür ein, dass sich die Russisch-Orthodoxe Auslandskirche mit der Russisch-Orthodoxen Kirche – Moskauer Patriarchat vereinigt. Arndt war der wichtigste Verhandlungspartner auf Seiten der Auslandskirche. In der ganzen Orthodoxie wurde er spätestens durch seine Ansprache auf dem IV. Gesamtkonzil der Russischen Auslandskirche in San Francisco bekannt, in der er sich vehement für einen Zusammenschluss beider Kirchen aussprach und auch „Fehler der eigenen Kirche“ eingestand.
Arndt lebt im Kloster zum Hl. Hiob von Počaev in München und betreut die Gläubigen der bis auf weiteres bestehenden Diözese von Berlin und Deutschland der Auslandskirche. Sein publizistisches Organ ist die Zeitschrift Der Bote der deutschen Diözese der Russisch Orthodoxen Kirche im Ausland.
Arndt ist seit vielen Jahren mit Erzpriester Nikolai Artemoff, der die Münchener Gemeinde leitet, befreundet. Dieser verbrachte seine Schulzeit am selben Gymnasium.

## Positionen

### Position zur COVID-19-Pandemie
Arndt beschuldigte in seinem Sendschreiben vom 5./18. März 2020 (veröffentlicht am 19. März 2020) anlässlich der Coronakrise bestimmte Gruppen, für die Ausbreitung von Infektionen verantwortlich zu sein, weil sie Gottes Zorn provoziert hätten. Hierzu schrieb er u. a.:

„Immer wieder von Neuem zeigt Gott Sein Erbarmen und Seine Langmut mit unserem Geschlecht. Allein der Mensch wollte nicht auf Ihn hören und nicht anerkennen, in welch großem Maß er von göttlicher Hilfe und Gnade abhängt. Der Mensch wollte Gott durch sich selbst ersetzen, als er sich gedankenlos in die Welt – die Schöpfung Gottes, und die Natur des Menschen einmischte. Schon will der Mensch, durch Legalisierung der Euthanasie, die ihm von Gott bestimmte Zeit seines Todes nicht annehmen; er will nicht den gottgegebenen Unterschied zwischen Mann und Frau anerkennen, die besondere Berufung eines jeden; er ist nicht bereit, das Kindergebären als natürliche Erscheinung seines Lebens anzuerkennen, er lässt Getreide nicht auf natürliche Weise wachsen.  Erstaunt es da, dass ständig neue Krankheiten auftauchen, und dass es gegen sie keine Heilmittel mehr gibt, die das Los der Infizierten lindern würden?“

Diese Äußerung brachte ihm von der SPD, der FDP, den Grünen und anderen den Vorwurf ein, ein Verschwörungstheoretiker zu sein.

### Position im Russisch-Ukrainischen Krieg
Am 30. Mai 2022 erklärte Arndt, dass die ROKA den Krieg gegen die Ukraine für ein „Verbrechen“ halte. Die Behauptung der russischen Regierung, in der Ukraine regierten Nazis, sei „Unsinn“. Wohl habe es auch seitens der ukrainischen Regierung Fehler gegeben, etwa das Verbot der russischen Sprache im Unterricht, doch könne man damit keinen Krieg rechtfertigen.
Im Januar 2023 warf Arndt in einem Interview mit der Seite pravoslavie.ru der Ukraine vor, sie würde die Ukrainisch-Orthodoxe Kirche stärker bedrängen als es unter Adolf Hitler der Fall gewesen sei: "Hitler ist nicht so weit gegangen wie die ukrainischen Behörden. Er hat versucht, eine „Kirche“ zu schaffen, die von ihm und seiner Regierung abhängt oder unter ihrer absoluten Kontrolle steht, aber das ist ihm nicht besonders gelungen. Selbst Protestanten und Katholiken, die unter dem Hitler-Regime tätig waren, wurden nicht auf die eine oder andere Weise verfolgt".

## Schriften
- Die biographische Literatur des Tverschen Fürstentums im 14.–16. Jahrhundert. Heidelberg 1969.

## Auszeichnungen
- Orden der Freundschaft, 2008